# Луганский округ
Луга́нский о́круг (укр. Луганська округа) — административно-территориальная единица Украинской ССР, существовавшая с марта 1923 по сентябрь 1930 года.
Административный центр — город Луганск. Площадь территории округа — 10 442 км².

## История
Округ образован 7 марта 1923 года в составе Донецкой губернии.
1 октября 1925 года все губернии на территории УССР были упразднены и округ перешёл в прямое подчинение Украинской ССР.
Округ упразднён 2 сентября 1930 года, как и все округа УССР. Районы бывшего Луганского округа переданы в прямое подчинение Украинской ССР.

## Административное деление
В 1924—1925 годах произошла некоторая реорганизация округа: в конце 1924 года к Луганскому округу из Шахтинского округа (РСФСР) были присоединены два района — Луганско-Станичный и Сорокинский, которые в основном были населены казачеством.
Весной 1925 года началось слияние Шараповского района с Ровенецким и Городищенского с Алчевским. Это слияние районов было завершено к августу того же года.
По данным на 1926 год, округ делился на 12 районов:
- Ворошиловский,
- Дмитриевский,
- Каменно-Бродский,
- Красно-Лучский,
- Лозово-Павловский,
- Новосветловский,
- Петропавловский,
- Ровенецкий,
- Славяносербский,
- Сорокинский,
- Луганско-Станичный,
- Успенский район.[3]

Всего на 1 января 1926 года в УССР был 41 округ и 636 районов.

### Типы населённых пунктов
- город — один: Луганск;
- посёлков городского типа — три: Ворошиловск ( с 1932 г. Ворошиловск, с 1962 г. - г. Коммунарск, 31.12.1992 - г. Алчевск), Красный Луч, Лозовая-Павловка;
- сельских населённых пунктов — 679 (со 159-ю сельсоветами).

## Население
По данным переписи, состоявшейся в декабре 1926 года, численность населения Луганского округа составляла 613,7 тысяч человек. В том числе: украинцы — 51,7 %, русские — 42,8 %, евреи — 1,7 %, немцы — 1,2 %.
По состоянию на 1 января 1928 года в округе проживало: евреев — 10 000 чел., немцев — 7 708 чел., татар — 5 320 чел., белорусов — 2 920 чел., поляков — 1 865 чел., молдаван — 1 513 чел., армян — 996 чел., греков — 431 чел., всего других национальностей — 2 932 чел.
По сравнению с предыдущей переписью, проходившей в 1923 году, численность населения округа увеличилась на 40 %.
По предварительным данным переписи, опубликованным в прессе в конце января 1927 года, в Лозово-Павловском районе проживало 98 562 чел. (+72,5 %), Красно-Лучском — 82 837 чел. (+62,0 %), Ровенецком — 64 812 чел. (+72,1 %), Ворошиловском — 55 974 чел. (+33,6 %), Дмитриевском — 42 910 чел. (+45,2 %), Славяносербском — 33 517 чел. (+6,8 %), Успенском — 32 538 чел. (+6,3 %), Сорокинском — 31 280 чел. (+62,4 %), Луганско-Станичном — 30 023 чел. (+10,9 %), Петровском — 28 703 чел. (+0,6 %), Новосветловском — 23 772 чел. (-5,5 %), Каменно-Бродском — 17 335 чел. (+16,9 %).
В Лозово-Павловском, Ровенецком, Сорокинском, Красно-Лучском, Дмитриевском, Ворошиловском и Каменно-Бродском районах прирост населения осуществлялся, в основном, за счёт притока рабочей силы, а в Петровском и Новосветловском районах на прирост населения повлиял значительный отток рабочих рук в промышленные районы округа.

### Детская смертность
За три года (1925—1927) в округе умерло 10 445 детей в возрасте до 1 года. В среднем, на 100 родившихся умирало 14 детей. В некоторых сельских районах, таких как, например, Петровском, смертность была выше и достигала 19 детей на 100 родившихся.
По данным на 1917 год — на 100 родившихся детей умирало 26.

### Другие сведения
В 1926 году в округе родилось 13 906 человек, умерло — 7 238, зарегистрировано браков — 6 854.
Служителей религиозных культов всех конфессий — 296 человек (по состоянию на 1 января 1927 года).

## Экономика

### Угольная отрасль
Все шахты Луганского округа входили в состав треста «Донуголь». В 1927 году в Луганском округе было 12 рудоуправлений: Краснодонское, Брянское, Снежнянское, Боковское, Боково-Хрустальское, Должанское, Голубовское, Кадиевское, имени Парижской коммуны, Первомайское, Сорокинское, Ровенецкое.
По состоянию на 1923 год было механизировано 4-5 % всей добычи угля, в 1927 году  механизация на шахтах составляла — 20-30 %. Благодаря режиму экономии и механизации себестоимость одной тонны добываемого угля к 1927 году была снижена и составляла 9 рублей 50 копеек. В среднем, на всех шахтах Луганского округа добывалось 42,4 % от всего объёма добываемого угля на Донбассе.

## Преступность
В 1925 году в Луганском округе совершено всего 9 654 преступления, из которых было раскрыто — 5 404, в том числе: краж со взломом — 302 (раскрыто 148), грабежей и разбоев — 157 (раскрыто 75), убийств — 66 (раскрыто 46).
В 1926 году совершено 8 397 преступлений (раскрыто 6 133), в том числе: краж со взломом — 271 (раскрыто 110), грабежей и разбоев — 101 (раскрыто 56), убийств — 64 (раскрыто 43).
В 1926 году на территории округа осуждено за различные преступления всего — 6 572 человека.
Актуальной для милиции округа являлась борьба с хулиганством (в крупных населённых пунктах) и конокрадством (в сельской местности).
По состоянию на 1 января 1927 года стаж 2 года и более был у 28,0 % милиционеров, от 1 до 2 лет — у 34,4 %, менее года  — у 37,6 %. Из-за низкой ставки заработной платы, которая сначала составляла 18 рублей, в милиции Луганского округа была большая текучесть кадров. В середине 1920-х годов ставка милиционера была увеличена до 28 рублей, а с февраля 1927 года она уже составляла 35 рублей в Луганске и 30 рублей в округе. Кроме того, Луганский окружной исполком нашёл возможность изыскать дополнительные средства в размере 15 тысяч рублей ежегодно, чтобы установить всем милиционерам 10-процентную надбавку к окладу за ненормированный рабочий день. Такая надбавка стала начисляться с 1 октября 1926 года.
К концу 1927 года в  питомнике собак-ищеек Луганской окружной милиции имелось 6 взрослых породистых собак и 5 щенят, а также 3 волка и 3 лисицы для скрещивания. В течение 1927 года из питомника для работы в районы округа было отправлено 3 собаки-ищейки.

## Украинизация
Украинизация на территории Луганского округа, как и на всей территории Украинской ССР, началась после принятия постановления ВУЦИК и Совнаркома УССР «О мерах обеспечения равноправия языков и о содействии развитию украинского языка» от 1 августа 1923 года.  Вначале она проходила в округе довольно формально, без особых успехов, и активизировалась только после выхода  дополнительного постановления ВУЦИК и СНК УССР от 30 апреля 1925 года «О мерах по срочному проведению полной украинизации советского аппарата».
По состоянию на август 1923 года в Луганском округе числилось 43 учителя, которые могли вести преподавание на украинском языке, из них 9 человек работали непосредственно в Луганске. Украинских школ в Луганском округе было только две: в Славяносербске и Ново-Григорьевке Славяносербского района.
Вопросом украинизации занималась созданная Окружная комиссия по украинизации, а также аналогичные комиссии, организованные в каждом районе округа.
По состоянию на 1 января 1924 года было украинизировано полностью 10 школ и ещё 8 частично. В этих 18 школах обучалось 1 876 детей. На 1 января 1925 года было полностью украинизировано 24 школы и ещё 25 школ частично. В этих 49 школах обучалось 6 000 детей и было 120 учителей, которые вели уроки на украинском языке.
Среди рабочих, а также работников и служащих госучреждений, преобладали русские, а также русифицированные украинцы, в связи с чем, украинизация в округе проходила медленно из-за неблагоприятного отношения к ней общественности, непонимания большей частью населения политики партии в отношении украинизации. Среди рабочих доля украинцев, говорящих на родном для них языке, в среднем по округу составляла 17 %, доля ответственных работников в учреждениях и организациях, которые знали украинский язык в среднем по округу составлял  — 36 %, технических работников — 35 %. Если брать только сельскую местность, то доля ответственных работников-украинцев в учреждениях и организациях составляла  — 69 %, технических работников — 63 %. Согласно переписи населения, проведённой в декабре 1926 года, доля украинцев, живущих в округе, составляла 55 %.
С осени 1926 года, по программе Народного комиссариата просвещения УССР, в Луганске и ряде районов Луганского округа были  организованы трёхмесячные государственные курсы по изучению украинского языка для плохо знающих украинский язык и пятимесячные курсы для лиц, которые вообще не знали украинского языка. Эти курсы в 1926—1927 годах прошли около 5 тысяч человек.
С 1926 года Окружная комиссия по украинизации, совместно с представителями профсоюзов, приступила к проверке знаний украинского языка среди служащих госучреждений округа, в ходе которой проверялись устные знания правил грамматики и правописания, знание разговорной украинской речи и проводился один из видов письменной работы по выбору проверяемого — сочинение на украинском языке, перевод с русского языка заготовленного текста или диктант.
Все служащие госучреждений, которых на территории округа было порядка 18 тысяч человек, были условно разделены на три категории:  
- 1-я категория — хорошее владение украинским языком,
- 2-я категория — удовлетворительное владение украинским языком,
- 3-я категория — не удовлетворительное владение украинским языком.

После проверки служащим вручалось соответствующие удостоверение с указанием категории. Служащие, зачисленные при проверке во 2-ю и 3-ю категории, подлежали повторной проверке. Но, учитывая большие трудности с украинизацией, основной упор делался на снижение процента служащих 3-й категории.
В 1926 году выборочно был проверен ряд учреждений, в которых проверкой охватили 1 456 человек. К 1-й категории было отнесено 123 человека, ко 2-й категории — 375 человек и к 3-й категории — 224 человека. Остальных сразу автоматически зачислили в 3-ю категорию, так как они не знали украинского языка и не проходили курсы по его изучению.
При проверке райисполкомов округа было установлено, что переписка на украинском языке велась в 50 % из них, а сельсоветы только приступили к переходу на украинский язык.
23 января 1927 года состоялась XII окружная партийная конференция, на которой, в том числе, рассматривалось и состояние процесса украинизации,  имеющиеся трудности и пути их преодоления.
В течение 1927 года была осуществлена проверка 11 учреждений, 2 райисполкомов, 3 рудоуправлений. Проверкой было охвачено около трёх тысяч работающих в них человек. По её итогам было установлено, что переписка на украинском языке ведётся в 80 % учреждений, в 65 % райисполкомов и в 20 % рудоуправлений, при том, что русский язык остаётся разговорным для служащих практически в 100 % организаций. При составлении деловых бумаг на украинском языке очень много работников прибегают к помощи словаря. Среди проверенных трёх тысяч служащих государственных учреждений и предприятий к 1-й категории было отнесено 23 %, ко 2-й категории — 51 %, к 3-й категории — 26 %. По результатам этой проверки, за незнание украинского языка было уволено 15 служащих.
К сентябрю 1927 года начальное образование для украинского населения на территории Луганского округа осуществлялось полностью на родном для них языке — украинском, таких школ было 61. Также украинский язык изучался ещё в 147 школах, а в вузах значительная часть дисциплин преподавалась на украинском языке.
С 1927 года начато выправление русских текстов на вывесках, штампах, печатях госучреждений. В течение 1927 года было сделано более одной тысячи таких правок.
2 декабря 1927 года на заседании Президиума Луганского окружного исполкома рассматривался доклад Окружной комиссии по украинизации о результатах этого процесса в округе. Было отмечено, что ещё значительная часть учреждений и предприятий не выполняет в полном объёме директив. Вопреки запрету имеют место неединичные случаи приёма на госслужбу сотрудников, не владеющих украинским языком; в учреждениях нет в достаточном количестве русско-украинских словарей; в библиотеках слабо представлена художественная и политическая литература на украинском языке. С целью улучшения положения Президиумом окрисполкома был утверждён план дальнейшей работы Окружной комиссии по украинизации. В частности, непосредственно при крупных учреждениях Луганска в конце 1927 года было создано 16 кружков по изучению украинского языка (в дополнение к уже открытым государственным курсам); окружной типографии запрещено печатать на русском языке различные канцелярские бланки, заказ на которые поступает  в типографию без предварительного разрешения Окрлита; указано  руководителям всех учреждений, организаций и предприятий на необходимость строго придерживаться законности, вести делопроизводство только на украинском языке и не принимать на роботу тех, кто не владеет хорошо украинским языком; усилена ответственность за нарушение постановлений об украинизации. Инспектуре народного образования предложено обратить внимание на качество преподавания украинского языка.